# Медаль Стефана Банаха
Медаль им. Стефана Банаха (пол. Medal im. Stefana Banacha; англ. Stefan Banach Medal) — международная премия, присуждаемая Польской академией наук в знак признания выдающегося вклада в развитие математических наук. Основана в 1992 в год столетия Стефана Банаха. Является высшей наградой за исследования в области теории Банахова пространства. Лауреат премии может прочесть Банаховскую лекцию в Международном математическом центре имени Стефана Банаха.

## Отборочный комитет премии
В 2011—2014 годах в комитет входили :
- Станислав Квапень[пол.]  (председатель)
- Збигнев Чесельский[нем.] [8]
- Александр Пелчинский [9]
- Анджей Шинцель
- Веслав Желязко[нем.] [10].